# Pulau Karya
Pulau Karya är en ö i Indonesien. Den ligger i den västra delen av landet, 60 km nordväst om huvudstaden Jakarta. Arean är 0,13 kvadratkilometer.
Terrängen på Pulau Karya är platt. Öns högsta punkt är 13 meter över havet. 